# جوناس إتش. مكغوان
جوناس إتش. مكغوان هو محامي وسياسي أمريكي، ولد في 2 أبريل 1837 في مقاطعة ماهوننغ في الولايات المتحدة، وتوفي في 5 يوليو 1909. نشط حزبياً في الحزب الجمهوري. وقد انتخب عضو مجلس ولاية ميشيغان ‏ وانتخب عضو مجلس النواب الأمريكي ‏.